# INEM José Félix de Restrepo
El Instituto Nacional de Educación Media José Félix de Restrepo, o simplemente el INEM José Félix de Restrepo, es una institución educativa pública colombiana con sede en Medellín. Fue fundado en 1970 por el presidente Carlos Lleras Restrepo y el ministro de educación Gabriel Betancourt Mejía, con el propósito de que "las personas de menos recursos en Colombia tuvieran institutos iguales o mejores que las clases altas del país". Cuenta con una planta profesoral de 190 docentes, de los cuales el 92% dicta cátedra en los niveles de educación básica secundaria, media académica, técnica y por modalidades.
En la actualidad, es uno de los colegios más grandes e importantes de Colombia, con desempeño superior en las pruebas de estado y múltiples convenios con instituciones de educación superior. En 2012 y 2013 fue declarado como el mejor colegio oficial de Antioquia. Ha sido laureado con el reconocimiento Maestros para la Vida, Escudo Ana Madrid, Premios a la Calidad de la Educación de Medellín, entre otros.

## Historia
En 1969, durante la administración de Carlos Lleras Restrepo, por medio del Decreto 1962, se creó un grupo de colegios en todas los capitales departamentales llamados INEM. El INEM José Félix de Restrepo fue diseñado por el arquitecto Raúl Fajardo Moreno y se inauguró en 1970, antes de que se construyera la Avenida Las Vegas, motivo por el cual los estudiantes iniciaron protestas. Después de su construcción, se decidió bloquear dicha avenida, reclamando un puente peatonal. Sin embargo, debido a la lejanía del nuevo puente, los estudiantes reiniciaron los bloqueos, dando origen al puente actual. 
Algunas de las otras Instituciones Nacionales de Enseñanza Media enfrentarían, al igual que en el caso de Medellín, problemas sociales y se verían incluidos en diversas protestas como en los casos del INEM Francisco de Paula Santander en Bogotá, el INEM Jorge Isaacs, de Santiago de Cali, y el INEM Miguel Antonio Caro Jiménez, de Soledad.
En 1994, el colegio se ajustó a los lineamientos planteados por la Ley General de Educación (Ley 155), con el fin de conservar su estructura y alcanzar las funciones de una Institución Educativa, acogió las modificaciones que se requerían para su adecuado funcionamiento. Esto significó no solo la atención a la Media Básica y a la Media Técnica, sino también a los niveles de Preescolar y Primaria.

## Infraestructura

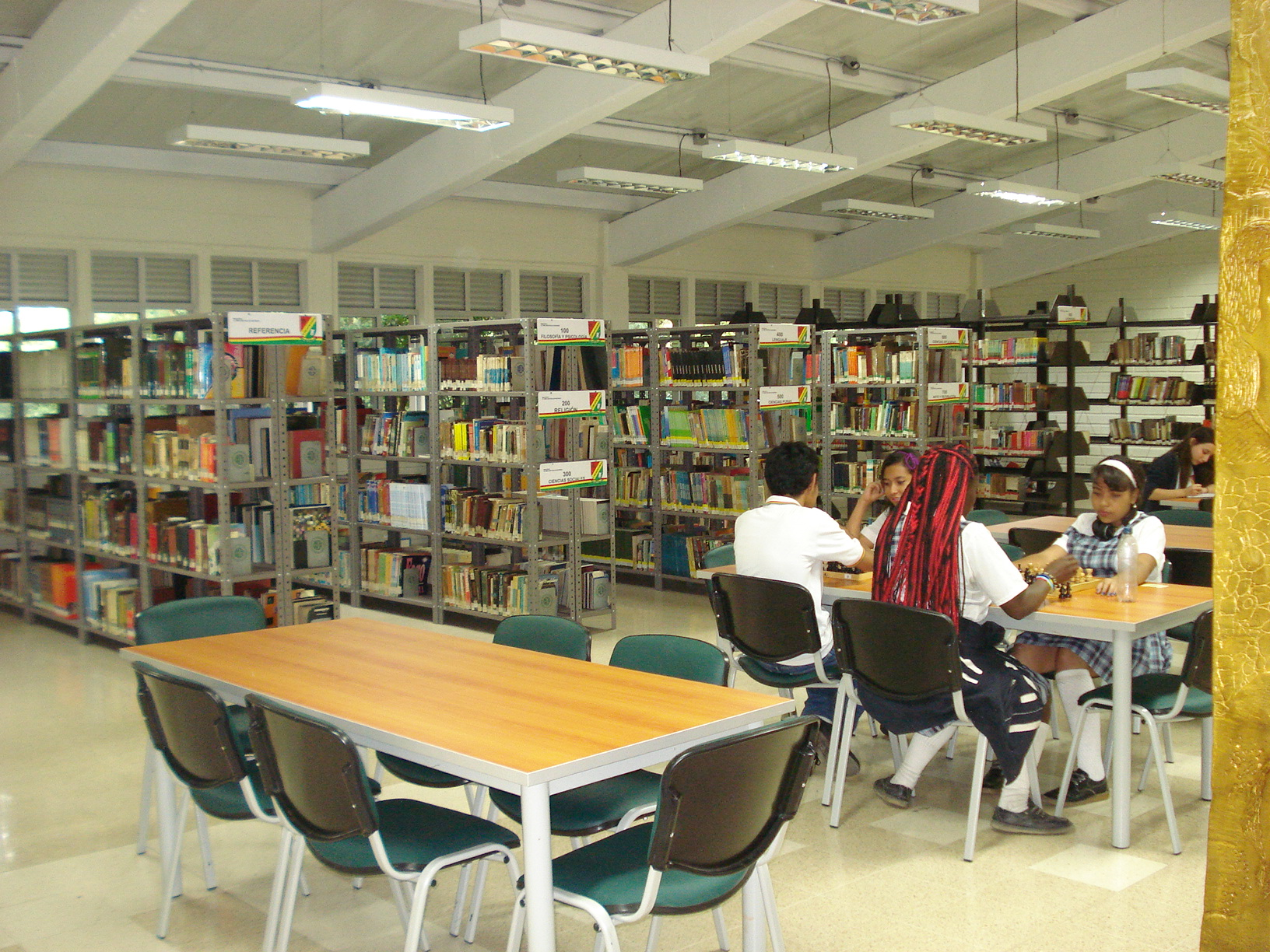
Biblioteca.

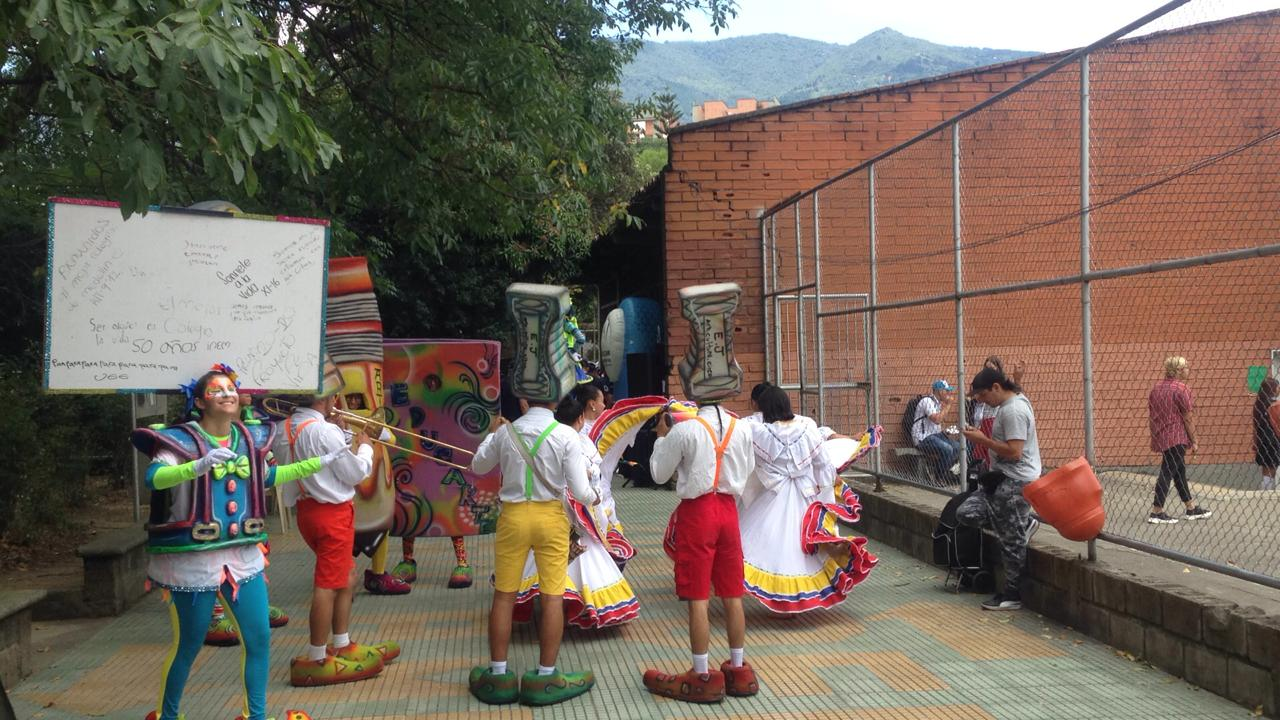
Afueras del Aula múltiple.

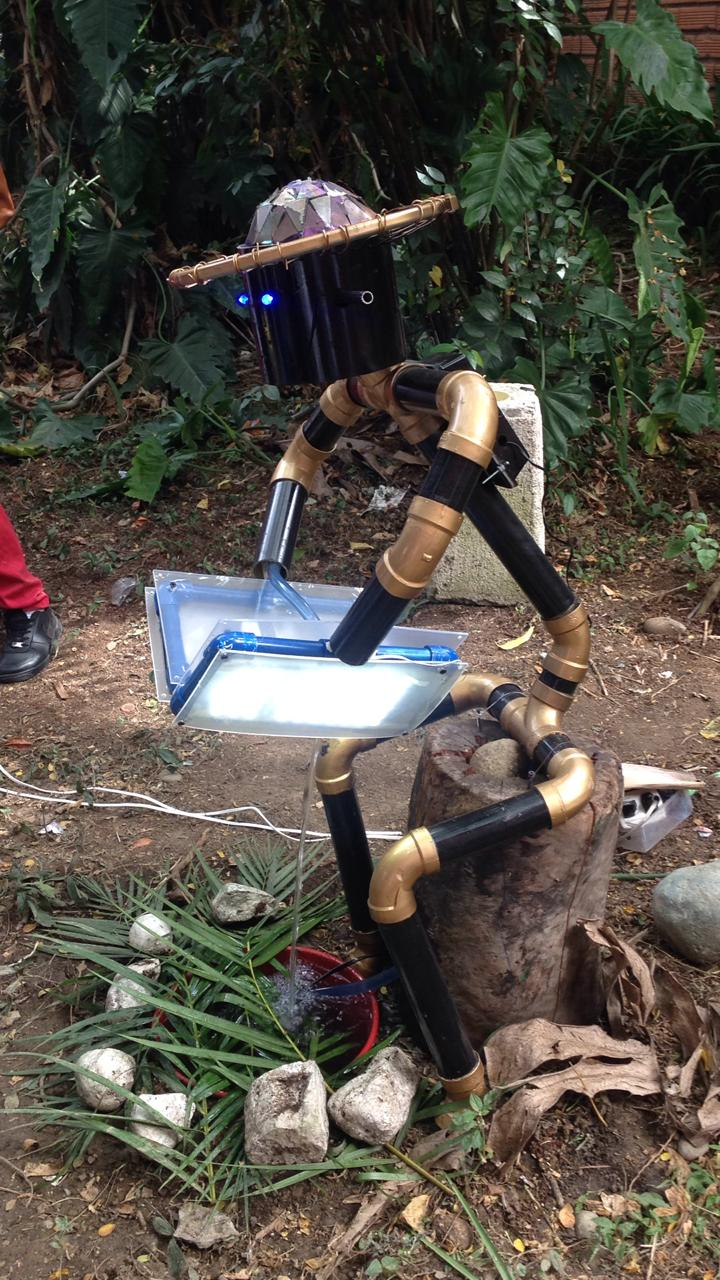
Robot cerca al Bloque 4 (Industrial).

La sede central está situada en el barrio Patio Bonito de la comuna 14 El Poblado, entre la Universidad EAFIT y el Politécnico Jaime Isaza Cadavid. Cuenta con 8 bloques: El Bloque 1 es del Departamento de Ciencias, el Bloque 2 corresponde al Departamento de Artes y al Departamento de Promoción Social, el Bloque 3 al Departamento de Comercial, el Bloque 4 al Departamento de Industrial, el Bloque 5 al Departamento de Matemáticas y al Departamento de Sociales, el Bloque 6 al Departamento de Religión y Ética, el Bloque 7 al Departamento de Humanidades (Español e Inglés) y el Bloque 8 que corresponde a la Administración, Informática y Biblioteca. Además, tiene seis canchas, un complejo de skate, una piscina semiolímpica, un gimnasio, dos coliseos, dos parqueaderos, cuatro porterías, quince cafeterías, una papelería, una microempresa, salas de proyecciones y auditoritos, salas de cómputo y abundantes zonas verdes.

## Ramas y especialidades
Agrupa los grados así: VI y VII Rotación Vocacional; VIII y IX Exploración Vocacional; X y XI Orientación Vocacional (excluye Artes). Durante el periodo de rotación vocacional los alumnos ven, cada período, las ramas de Académica, Comercial, Deportes, Industrial y Promoción Social en un orden aleatorio, recibiendo siempre clases de Artes. Al finalizar el ciclo de Rotación Vocacional, los alumnos escogen la rama a la que desean pertenecer: son promovidos dependiendo de los resultados obtenidos y de la disponibilidad de cupos. Durante el ciclo de Exploración Vocacional, los alumnos, ya divididos por ramas, dejan de rotar y asisten a clases especializadas de la rama a la que pertenecen, antes de iniciar el ciclo de Orientación Vocacional.

### Artes
Es la única rama que inicia el ciclo de Orientación Vocacional en grado VIII. Está conformada por dos modalidades:
- Artes plásticas: Se basa en el estudio de la pintura y la escultura.
- Música: Se profundiza en el aprendizaje de varios instrumentos.

### Académica
Es la rama más similar al bachillerato tradicional. Sus modalidades son:
- Humanidades con énfasis en Comunicación y Medios: Se basa en el periodismo y la comunicación social.
- Humanidades con énfasis en Inglés: Se profundiza en el estudio del inglés.
- Ciencias y Matemáticas: Se basa en el estudio de la biología, la química, la física y las matemáticas.
- Procesos Matemáticos: Se profundiza en el cálculo, la geometría, la lógica y la estadística.
- Química Industrial: Se estudia las aplicaciones de la química.
- Programación: Se basa en el aprendizaje de algoritmos y lenguajes de programación.
- Sistemas: Se basa en el aprendizaje de la ingeniería de sistemas.
- Deportes: Se basa en el estudio de la biología y la educación física.

### Comercial
Es la rama orientada hacia la educación comercial y financiera.
- Administración: Se basa en el estudio de las organizaciones.
- Contabilidad: Se basa en las finanzas.

### Industrial
Se basa en el desarrollo de las industrias. Cuenta con siete especialidades, dos de ellas compartidas con la rama de Académica:
- Construcciones civiles: Basada en la arquitectura.
- Electrónica: Arreglo y mantenimiento de equipos electrónicos, con el diseño y montaje de circuitos de baja potencia.
- Diseño de modas: Enfocada en el diseño de prendas de vestir y accesorios.
- Energía solar fotovoltaica: Enfocada en la instalación y mantenimiento de paneles solares y relacionada con energías renovables.
- Automatización industrial: Relacionada con el uso de sistemas o elementos computarizados para fines industriales.

### Promoción social
Se basa en el estudio de las sociedades y su desarrollo social. 
- Gestión social: Se basa en el estudio de las sociedades.
- Gastronomía: Es la industria dedicada a la preparación y servicio de alimentos y bebidas, además de conocimientos en bar, mesa y cáterin.
- Recursos humanos: Se profundiza en la atención al cliente.
- Atención a primera infancia: Se basa en un estudio de la comunidad más joven (de 0-12) y los métodos de enseñanza para dicha comunidad